# Ginger Johnson
Ginger Folorunso Johnson (* um 1920 in Lagos, Nigeria; † 1972 ebenda) war ein nigerianischer Perkussionist, der im London der Swinging Sixties mit seiner Band „Ginger Johnson & His African Messengers“ bekannt wurde. Er wird der englischen Underground-Szene zugerechnet und trat unterer anderem im UFO Club und bei Happenings und Veranstaltungen wie The 14 Hour Technicolor Dream auf. Am 5. Juli 1969 begleiteten „Ginger Johnson’s African Drummers“ die Rolling Stones bei deren Konzert im Hyde Park.

## Leben
Geboren als Folorunso Johnson bekam der dunkelhäutige Musiker den Spitznamen „Ginger“ (deutsch „Ingwer“) wegen seiner rötlichen Haare und seiner Sommersprossen. Während des Zweiten Weltkriegs verließ er als Matrose seine Heimat und lernte Jazzclubs auf der ganzen Welt kennen. Er blieb in England, wo er in den 1950ern mit Musikern wie Harry Parry und Edmundo Ros spielte. Schließlich gründete er seine eigene Band „Ginger Johnson & His African Messengers“, die ursprüngliche afrikanische Musik mit Jazzelementen mischte.
Zurückgekehrt nach Nigeria starb Ginger Johnson 1972 nach einem Herzinfarkt.

## Diskografie
- African Party – Ginger Johnson & His African Messengers (1967, auf CD 2005)
- Music from Africain – Ginger Johnson & His African Messengers (1967)
- London Is The Place For Me 4: African Dreams And The Piccadilly High Life – Kompilation mit 2 Stücken von Ginger Folorunso Johnson (2006)